# Trabutina andreui
Trabutina andreui är en insektsart som beskrevs av Gómez-menor Ortega 1948. Trabutina andreui ingår i släktet Trabutina och familjen ullsköldlöss.
Artens utbredningsområde är Spanien. Inga underarter finns listade i Catalogue of Life.